# Aphodius luridus
Aphodius luridus là một loài bọ cánh cứng trong họ Scarabaeidae. Loài này được Fabricius miêu tả khoa học năm 1775.